# السعادات
قرية السعادات هي إحدى القرى التابعة لمركز بلبيس في محافظة الشرقية في جمهورية مصر العربية. حسب إحصاءات سنة 2006، بلغ إجمالي السكان في السعادات 9221 نسمة، منهم 4841 رجل و4380 امرأة.

## التاريخ
قرية السعادات من القرى القديمة، حيث وردت باسم «الزورة» في أعمال الشرقية ضمن قرى الروك الناصري التي أحصاها ابن الجيعان في كتاب «التحفة السنية بأسماء البلاد المصرية». وفي العصر العثماني وردت باسم «الزورة» في التربيع العثماني الذي أجراه الوالي العثماني سليمان باشا الخادم في عصر السلطان العثماني سليمان القانوني ضمن قرى ولاية الشرقية، وفي تاريخ 1228هـ/1813م الذي عدّ قرى مصر بعد المسح الذي قام به محمد علي باشا باسم «الزورة» ضمن قرى مديرية الشرقية. وتغير اسمها إلى «السعادات» بطلب من أهلها سنة 1350هـ/1931م.